# História das cidades

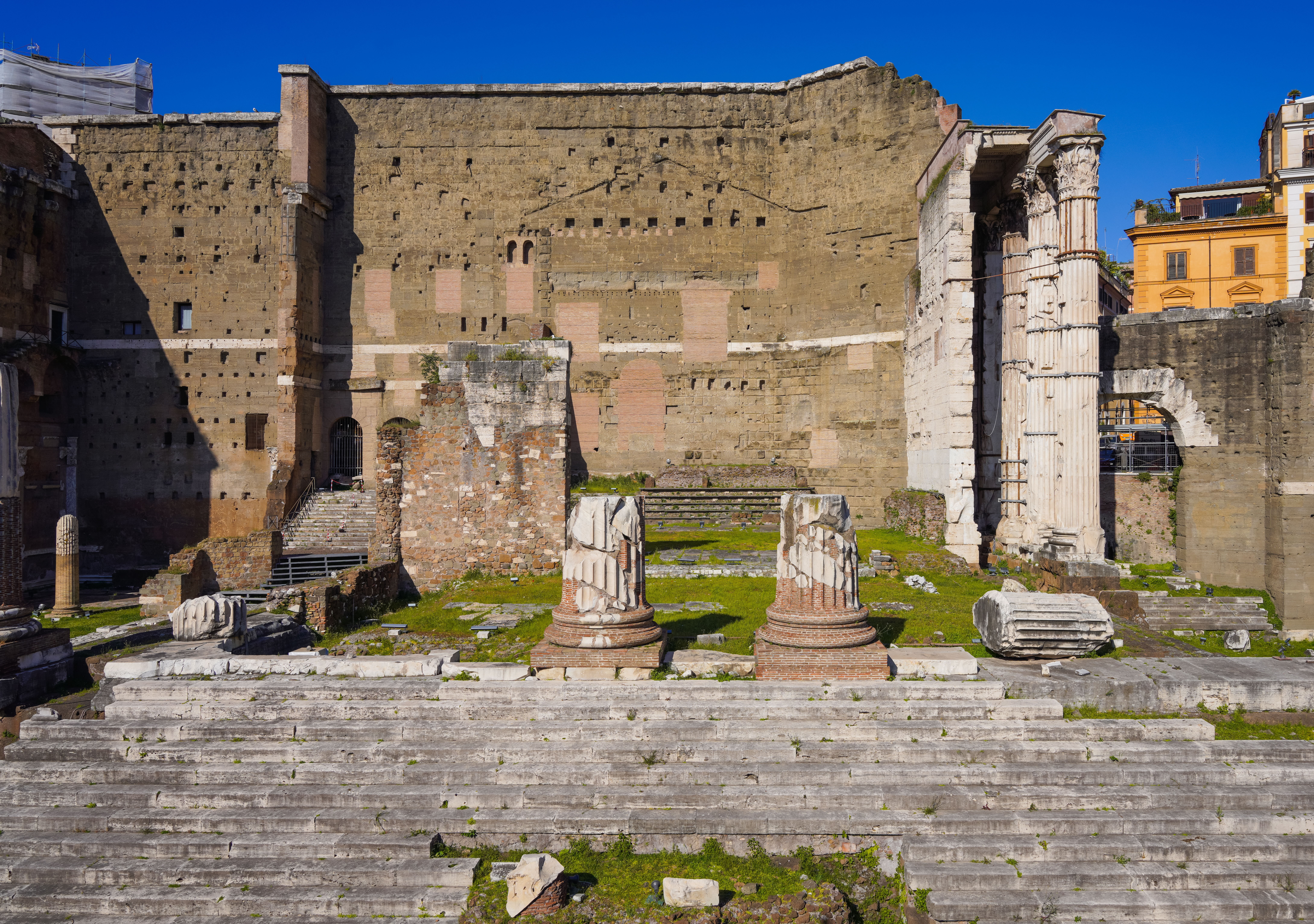
Vestígios do Fórum de Augusto, em Roma.

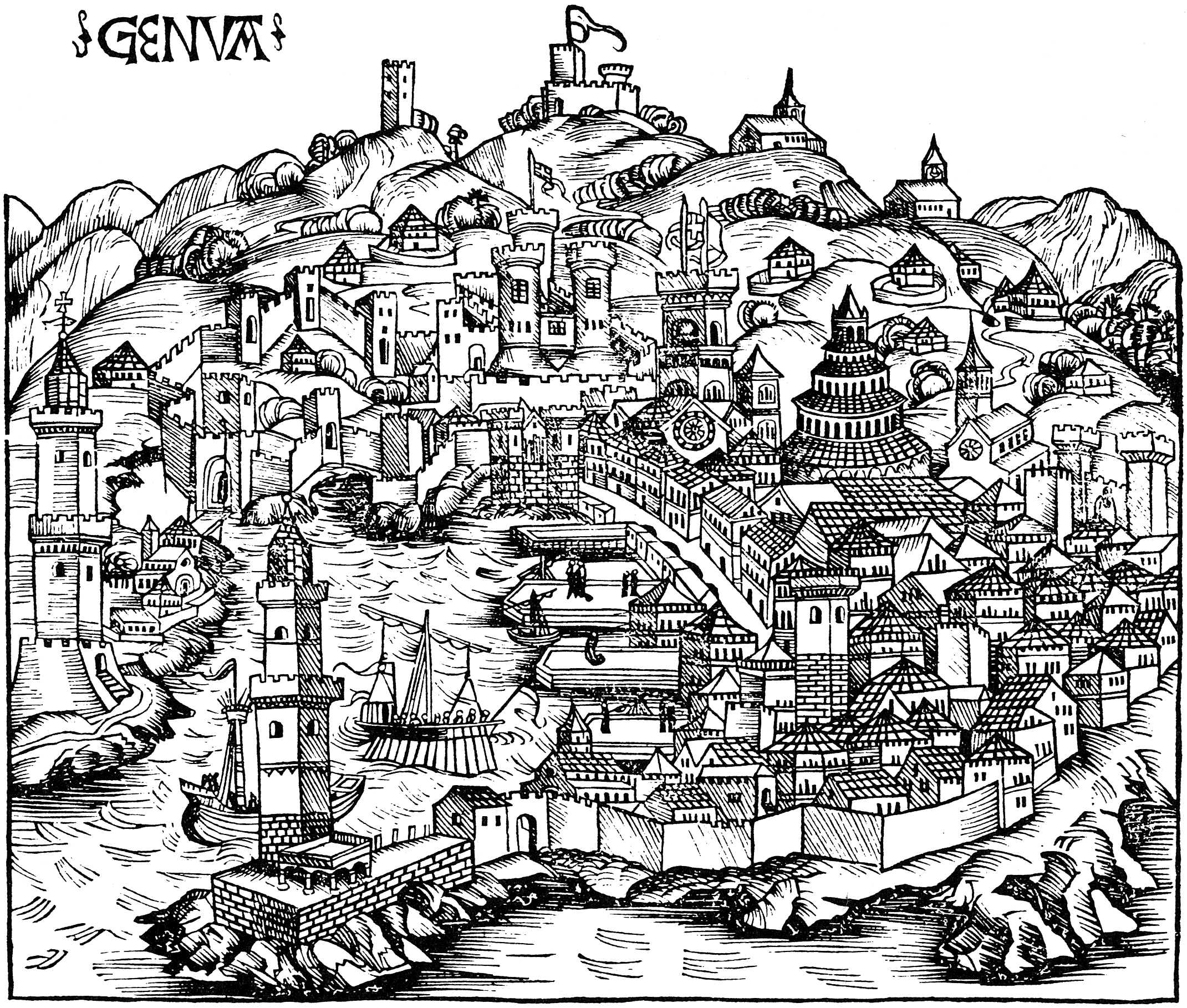
Gênova em 1493.

A origem das cidades, em geral, remete a períodos da Antiguidade, sendo que as primeiras cidades teriam surgido entre quinze a cinco mil anos, dependendo das diversas interpretações sobre o que delimita exatamente um antigo assentamento permanente e uma cidade. As primeiras verdadeiras cidades são por vezes consideradas grandes assentamentos permanentes nos quais os seus habitantes não são mais simplesmente fazendeiros da área que cerca o assentamento, mas passaram a trabalhar em ocupações mais especializadas na cidade, onde o comércio, o estoque da produção agrícola e o poder foram centralizados. Sociedades que vivem em cidades são frequentemente chamadas de civilizações. O ramo da história direcionada ao estudo da natureza histórica das cidades e do processo de urbanização é a história urbana.

## Fatores essenciais para o desenvolvimento das cidades
A criação de assentamentos permanentes foi possível, segundo diversos especialistas em geografia e história urbana, graças ao domínio da agricultura e da domesticação de animais para pecuária, movimento conhecido como revolução neolítica, que ocorreu aproximadamente há entre 13 000 e 10 000 anos, sendo que as primeiras vilas neolíticas surgiram há aproximadamente 12 000 anos. A população de algumas delas teria eventualmente passado a crescer em áreas urbanas cada vez maiores.
Seja em uma vila neolítica ou em uma metrópole contemporânea, a criação de assentamentos permanentes, e a expansão territorial e populacional destas, necessitariam avanços tecnológicos, organização social e um local adequado para instalação. Todos os três fatores estão firmemente associados entre si.

### Tecnologia
Indivíduos e grupos do neolítico aprenderam a cultivar alimentos e a domesticar animais. Também criaram ferramentas que os auxiliavam nas tarefas do dia a dia, como arados, por exemplo, que, juntamente com os animais domesticados, ajudavam estas pessoas a cultivar uma dada área. Isto fez com que várias comunidades neolíticas passassem a produzir mais alimentos do que eles necessitavam. Como consequência, várias pessoas que anteriormente eram agricultores passaram a trabalhar - e especializar-se - em outras áreas.
Algumas passaram a produzir roupas. Outros passaram a produzir armas e ferramentas. Estas últimas requerem metais, que são encontrados em minas, onde outras pessoas passaram a trabalhar. Avanços tecnológicos influenciaram bastante o desenvolvimento de cidades ao longo da história. Grandes avanços tecnológicos durante a Revolução Industrial permitiram a criação de grandes fábricas e ferrovias, que geravam empregos e atraíam grande quantidade de pessoas do campo para as cidades onde as fábricas estavam localizadas. Trens, automóveis e outros meios de transporte facilitaram o transporte entre um ponto a outro de uma cidade, bem como entre diversas cidades entre si.

### Organização social
Em qualquer comunidade, certos padrões de comportamento precisam ser cumpridos para o bem-estar e a manutenção da paz e da ordem. Uma pessoa respeitava outros membros da comunidade e esperava em troca ser respeitado. A organização social de povos neolíticos era simples. Cada família cultivava seu alimento e fabricava suas roupas e ferramentas. Líderes em geral não existiam, ou possuíam pouco poder na comunidade. Os homens ajudavam a combater o inimigo caso fossem atacados. Todos decidiam a punição que devia ser aplicada a um membro que infringia uma regra da comunidade.
Avanços tecnológicos permitiram que cada vez mais pessoas deixassem de trabalhar na agricultura. Estas pessoas passaram a trabalhar em outras áreas, especializando-se nelas, como artesãos, costureiros, ferreiros e mineiros. Eles trocavam seus produtos entre si, e com fazendeiros em troca de alimentos, originando assim o comércio. Posteriormente, isto levaria à criação do dinheiro. Eventualmente, pessoas de uma dada vila começaram a comerciar com outras vilas. Outras pessoas tornaram-se soldados, administradores públicos e líderes políticos e religiosos.
O crescimento populacional das vilas neolíticas passou a obrigar a instalação de um governo central, que responsabilizava-se pelo fornecimento de certos serviços como defesa, comércio organizado e eventos religiosos, por exemplo. Gradualmente, o número de trabalhadores empregados diretamente pela administração da cidade cresceu. Atualmente, estes trabalhadores incluem prefeitos, conselheiros, planejadores urbanos, policiais, bombeiros, catadores de lixo e professores, entre outros.
Historicamente, duas tendências contribuíram para o crescimento populacional das cidades. Uma delas é a "urbanização" - o gradual crescimento da população em áreas urbanas. A outra é a migração, que pode ser do campo para a cidade ou de uma cidade para outra. Isto fez com que, gradualmente, diversas cidades passassem a diversificar-se culturalmente, em um processo de diversificação cultural, esta levando à difusão cultural e ao multiculturalismo. Atualmente, algumas cidades conhecidas pela sua grande população multicultural são Nova Iorque, Toronto, San Francisco, Los Angeles e Chicago.

### Local adequado para instalação
A geografia do local onde uma dada comunidade permanente está localizada também é importante. Aspectos geográficos incluem a geografia do terreno onde a comunidade será localizada, o clima da região, e a disponibilidade de água potável para consumo humano.
Nas vilas neolíticas e nas primeiras cidades, a fertilidade do solo era importante, para o cultivo de alimentos. A proximidade com outras fontes de alimentos tais como frutas silvestres e cardumes de peixes também ajudava. Chuva era importante para a irrigação de plantações, mas nem sempre indispensável, graças à tecnologia: os egípcios inventaram um sistema de irrigação, que coletava água diretamente do Rio Nilo. A proximidade de matérias-primas tais como minérios também era importante, mas não essencial.
As primeiras cidades desenvolveram-se primariamente em torno de corpos de água doce, tais como rios e/ou lagos. Antigas civilizações observaram que vales fluviais de clima quente apresentavam várias ótimas condições para a criação de um assentamento permanente. Estes rios incluem o Eufrates e o Tigre, no Oriente Médio, o Amarelo, na China, e o já mencionado Nilo.
A localização geográfica de várias cidades teve grande influência no decorrer da história. Atenas, por exemplo, resistiu bravamente a vários ataques de Esparta antes de ser definitivamente derrotada, porque estava localizada em uma península fortificada, de difícil acesso. Constantinopla tornou-se uma porta de acesso de grande importância entre o Ocidente e o Oriente, na Idade Média. Posteriormente, cidades que localizavam-se próximos à grandes corpos d' água, aliados à sua localização estratégica, tornaram-se grandes centros portuários. Algumas destas cidades incluem Atenas, Alexandria e Cartago durante a Idade Antiga; Gênova, Veneza e Lisboa durante o Renascimento; Boston, Nova Iorque e Southampton durante a Revolução Industrial; Montreal e Chicago na Idade Moderna, e, em tempos mais recentes, Rotterdam, Hong Kong, Cingapura e Shangai.
Algumas cidades devem sua existência graças à sua proximidade com meios de transportes tais como ferrovias, rodovias, portos e/ou aeroportos. Exemplos incluem Toronto e Chicago. Outras cresceram graças à proximidade de fontes de matéria-prima. Manchester tornou-se um grande pólo industrial no século XVIII graças à proximidade de minérios, e Pittsburgh cresceu drasticamente no século XIX, graças à proximidade de grandes reservas de ferro, tornando-se a capital mundial do aço.
Finalmente, outras cidades devem sua existência e/ou seu desenvolvimento primariamente graças ao seu clima e suas atrações naturais, que atraem tanto turistas como novos habitantes. Alguns exemplos são Los Angeles, Vancouver e o Rio de Janeiro.

## História das cidades

### Pré-antiguidade
Durante a pré-história, os homens eram primariamente nômades, movimentando-se de uma região para outra constantemente, em busca de água e alimentos. Há entre 18 000 a 24 000 anos, várias civilizações começaram a dominar a técnica da agricultura e da pecuária.As civilizações que dominaram estas técnicas passaram a criar centros mais densamente habitados, como centros de comércio e defesa locais.Assim, as primeiras vilas apareceram - quase sempre em torno de rios e lagos, dado a necessidade de irrigação. A grande maioria dos habitantes de vilas neolíticas trabalhavam na agricultura e na criação de animais domésticos. Este processo foi mais acelerado na Mesopotâmia, onde as primeiras vilas neolíticas e áreas urbanas foram criadas.
Entre 8000 a.C e 3500 a.C, algumas destas vilas neolíticas haviam prosperado, tendo evoluído em pequenas áreas urbanas com alguns milhares de habitantes.

### Egito
De acordo com Pinsky (1987) não há unanimidade para estabelecer os motivos pelos quais as primeiras sociedades organizaram cidades, visto que isso “decorre de uma série de circunstâncias sociais (...) complexas.” (PINSKY, 1987:42) Para o autor (apud BRAIDWOOD, 1985), existe uma hipótese de que há maior facilidade para o cultivo em vales e em encostas de montanhas e, como acontecia com a Síria e com a Palestina, outros elementos facilitavam ainda mais tal prática. Contudo, a realidade era diferente com as regiões onde formou-se o Egito e a Mesopotâmia, pois seus territórios sofriam com a falta de chuvas, tendo como único benefício as cheias de seus rios para fertilização que, no entanto, tornava-se também um problema quando não se conseguia controlar. O Egito, apesar de ter o solo fertilizado pelas cheias do Nilo, precisava conviver com os crocodilos que apareciam nos pântanos formados. Também seria necessário construir diques e reservatórios a fim de controlar e evitar encharcamento e/ou gretassão do solo. Na mesopotâmia as inundações eram muito mais fortes devido ao degelo das vertentes imprevisíveis. Nesse caso eram necessárias valas para que as águas vazassem e não inundassem desastrosamente a região. Ambas situações, dentre outras, combinavam fertilização, que possibilitava a agricultura, com acidentes, que exigiam organização e sistematização para evitar o pior, o que não acontecia nas outras regiões com plantio facilitado. Portanto, o cultivo possibilitou a urbanização, e as dificuldades, o desenvolvimento, sendo a base para o nascimento das primeiras civilizações.
“A queda de chuva no vale do Nilo é quase nula, não ultrapassando os 100-200mm por ano no delta. Sem o Nilo, a agricultura no Egito seria inviável, excepto [sic], talvez, na costa mediterrânea. O Nilo é uma fonte de água mais regular e previsível do que qualquer outro dos grandes rios do mundo, cujos vales são utilizados para irrigação. Na Antiguidade, a sua cheia anual, entre junho e outubro, cobria a maior parte do terreno do vale e do delta e permitia, mediante uma gestão cuidadosa da água depositada, a obtenção de uma colheita.” (BAINES e MÁLEK, 1996:14)
Conforme Cardoso (1987), no período Paleolítico foram encontrados instrumentos de sílex próximo às margens do Nilo, no Alto Egito. O deserto do Saara formou-se lentamente após a última glaciação das latitudes mais altas. Tal lento processo possibilitou a migração de povos ao vale do Nilo, o que explica serem as ferramentas encontradas semelhantes às demais descobertas no continente africano.
Cardoso (1987) analisa o fato de que no ocidente do Delta foram encontrados vestígios de atividades agrícolas, onde desenvolveram-se povos agrupados com características sedentárias (cultura Fauym, aproximadamente 4500 a.C.) “plantando cereais e linho, fabricando cestas, tecidos, cerâmica grosseira, variados instrumentos de sílex e outras pedras.” (CARDOSO, 1987:45)

### Antiguidade
As primeiras cidades desenvolveram-se na Mesopotâmia, mais especificamente, em torno do Rio Eufrates, em torno de 3500 a.C.Estas cidades surgiram inicialmente como vilas no neolítico, como aglomerados mais densamente habitados, como centros comerciais e militares de uma dada localização. Este processo tornou-se possível graças ao domínio da agricultura.
Em torno de 2000 a.C, as primeiras cidades começaram a desenvolver-se em torno do Rio Nilo e na China. Tais cidades eram significantemente maiores do que as vilas neolíticas. Estas cidades também dispunham de estruturas mais complexas, inexistentes nestas vilas, como grandes depósitos para estoque de alimentos e templos religiosos. A maioria dos habitantes destas cidades já não trabalhavam mais na agricultura, e sim no artesanato ou no comércio de produtos e serviços em geral.

#### Organização

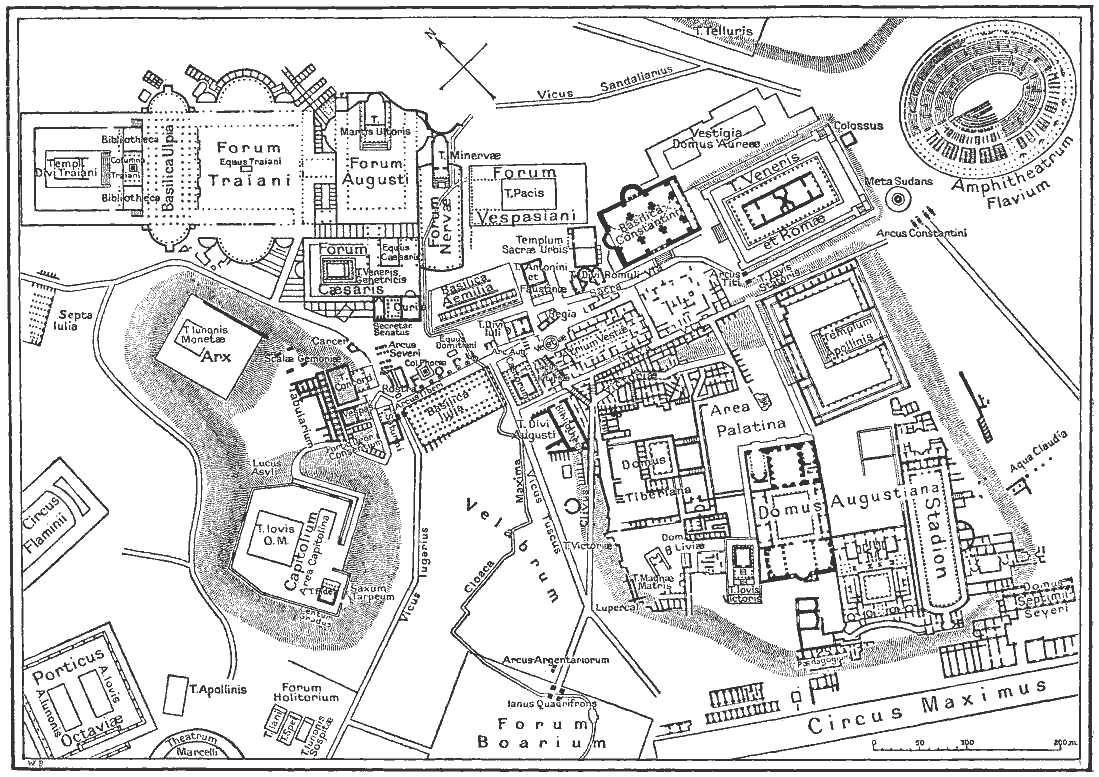
Mapa do centro de Roma durante o Império Romano.

A maioria das cidades da antiguidade não possuíam mais do que dez mil habitantes, e não eram maiores do que 1 km². Porém, algumas delas eram muito maiores - em termos populacionais e territoriais. Atenas, no seu apogeu, tinha uma população estimada entre 150 e 300 mil habitantes, espremidos em 10 km². Roma, durante o apogeu do Império Romano, nos séculos I e II, tinha mais de um milhão de habitantes, e é considerada por muitos como a primeira (e única) cidade a superar os um milhão de habitantes até o início da Revolução Industrial, embora alguns considerem que Alexandria também tenha tido população superior a um milhão de habitantes, e mesmo superado esta marca, até dois séculos antes de Roma. Outros acreditam que nenhuma das duas cidades tenham superado um milhão de habitantes, considerando Bagdá a primeira cidade a superar um milhão de habitantes (que possivelmente teria ultrapassado um milhão de habitantes, em torno do século IX). Outras cidades do Império Romano eram significantemente menores, com as maiores cidades possuindo entre 15 a 30 mil habitantes.
As cidades da antiguidade localizavam-se quase sempre próximos à beira de uma fonte de água potável e próximas à grandes corpos de água, tais como rios e mares, para facilitar o transporte de carga de uma região à outra, bem como obtenção de água potável. Quando as fontes de água doce eram insuficientes, trabalhadores livres ou escravos traziam água de fontes próximas à cidade. Avanços tecnológicos também ajudaram. Um complexo sistema de 11 aquedutos ajudou Roma a tornar-se uma grande cidade, trazendo água de diversas fontes distantes para a cidade. A maioria das cidades da antiguidade clássica dispunham de um ou mais reservatórios públicos, onde a água potável era armazenada. Alguns destes reservatórios também coletavam água da chuva, principalmente os reservatórios das cidades no norte da África.
Porém, água não era mais o único fator para a localização de uma cidade. Com o aparecimento de guerras entre diferentes povos, proteção também tornou-se um fator importante. Algumas destas cidades localizavam-se em serras de difícil acesso, como Roma e Atenas, por exemplo. A grande maioria das cidades antigas eram cercadas por muralhas. As muralhas de pequenas cidades eram geralmente feitas de madeira, enquanto as muralhas de cidades importantes ou grandes cidades eram feitas de pedra, mármore e cimento.
O crescimento populacional nestas cidades começou a criar sérios problemas, quanto ao saneamento básico. A coleta de lixo era inexistente na maior parte das cidades. Habitantes da classe trabalhadora simplesmente jogavam seu lixo nas ruas - muitas, dos quais, não pavimentadas. Como consequência, doenças eram muito comuns na época, e a taxa de mortalidade era alta. Este problema era agravado com chuvas - que inundavam as casas da cidade com lama contaminado com lixo e microorganismos causadores de doenças. Outras cidades, porém, coletavam o lixo das casas e os jogavam fora das muralhas da cidade. As cidades romanas, em especial, se destacavam por suas ruas pavimentadas e seus avançados sistemas de saneamento que não seriam ultrapassados em escala e tecnologia até o século XIX.

#### Administração
À medida que antigas vilas rurais cresciam e tornavam-se cidades, maior organização passou a ser necessária. Sistemas governamentais foram criados. Estes eram responsáveis pelo fornecimento de serviços tais como construção de estruturas, tais como muralhas ou templos religiosos, centros de entretenimento populares, a organização do comércio, criação de leis e da defesa da cidade contra ataques inimigos, por exemplo.
Geralmente, as cidades eram governadas por cidadãos da elite. Estes cidadãos atuavam em nome do Chefe de Estado do império da qual a cidade fazia parte. Algumas cidades, porém, não faziam parte de um país. Nesta categoria, destacam-se as Cidades-Estados da Grécia Antiga, que eram cidades independentes.
Os administradores da cidade passaram a cobrar impostos dos habitantes da classe trabalhadora da cidade - artesãos, fazendeiros e comerciantes, por exemplo. O intuito dos fundos econômicos arrecadados por meio de impostos era primariamente o financiamento dos programas da cidade. Porém, em várias cidades, vários administradores gananciosos passaram a roubar parte deste dinheiro para si mesmos, no que é para muitos um dos pilares da origem da corrupção. Geralmente, os cidadãos da classe trabalhadora tinham pouca ou nenhuma voz na administração local. Porém, algumas cidades possuíam uma forma de governo relativamente democrática, como Atenas e Cidades-Estados aliadas, onde todas as pessoas do sexo masculino, não-estrangeiros e não-escravos tinham o direito de determinar políticas e regras do governo da cidade.

#### Economia
Inicialmente, as vilas neolíticas e pequenas cidades dependiam basicamente da agricultura. À medida que novos e melhores métodos de cultivo e domesticação e criação de animais surgiam, mais pessoas deixaram de trabalhar na agricultura e foram para as cidades, em busca de trabalho e entretenimento. Muitos passaram a trabalhar em ocupações dentro destas vilas, passando a não trabalharem mais no campo, tornando-se artesãos, fabricantes de roupas, calçados e outros suprimentos, vendendo os produtos fabricados ou oferecendo serviços para outros habitantes da comunidade urbana e rural.
A criação de estradas conectando várias cidades e vilas entre si, inovações tecnológicas tais como navios e a roda, que permitiu o surgimento de veículos movidos à tração animal, fez com que a importância da agricultura e a proximidade de minérios fosse reduzida. Os agricultores e criadores de animais passaram a mandar seus produtos até uma feira comercial, onde então eram vendidos. Também surgiram os mercadores ambulantes, comerciantes que vendiam produtos produzidos por outras pessoas. Estes mercadores geralmente compravam produtos de locais distantes, transportando-nos em navios ou em veículos movidos à tração animal até os mercados, onde eram vendidos por altos preços.

### Idade Média e Renascimento
Durante a antiguidade, várias das cidades do vasto Império Romano tinham mais de 50 mil habitantes. As maiores chegavam a ter mais do que 350 mil habitantes, como Roma, Éfeso e Alexandria, bem como Cartago após ser reconstruída pelos romanos. Em 286, o Império Romano foi dividido em dois. O Império Romano do Ocidente, cuja capital era Roma, logo passou a sofrer constantes ataques dos bárbaros. Estes bárbaros atacaram várias cidades romanas. Lentamente, várias tribos bárbaras ocuparam áreas anteriormente ocupadas pelos romanos, fragmentando o império. Tais tribos bárbaras eram primariamente guerreiros, fazendeiros e caçadores, e tinham pouco interesse no comércio. Eventualmente, o Império Romano do Ocidente acabaria em 476, período na qual a Idade Média têm início.
O intenso medo gerado pelas invasões bárbaras, o colapso comercial e a reduzida produtividade agrícola por parte da população urbana do Império Romano do Ocidente fez com que a vasta maioria dos habitantes destas áreas urbanas na Europa gradualmente migrassem para o campo, mais exatamente em direção aos feudos, que ofereciam proteção. Invasões bárbaras e islâmicas posteriores continuaram a afetar o comércio entre áreas rurais e urbanas. Devido a estes fatores, entre o século III e o século X, a população das cidades europeias gradualmente caiu. O comércio entre cidades caiu drasticamente, para somente crescer após o século X, época onde a população das cidades voltou a crescer, embora lentamente (Muito devagar)
Enquanto isto, a população das cidades do Império Romano do Oriente, bem como várias cidades na China, no Japão e no Oriente Médio, continuou a se manter.

#### Organização

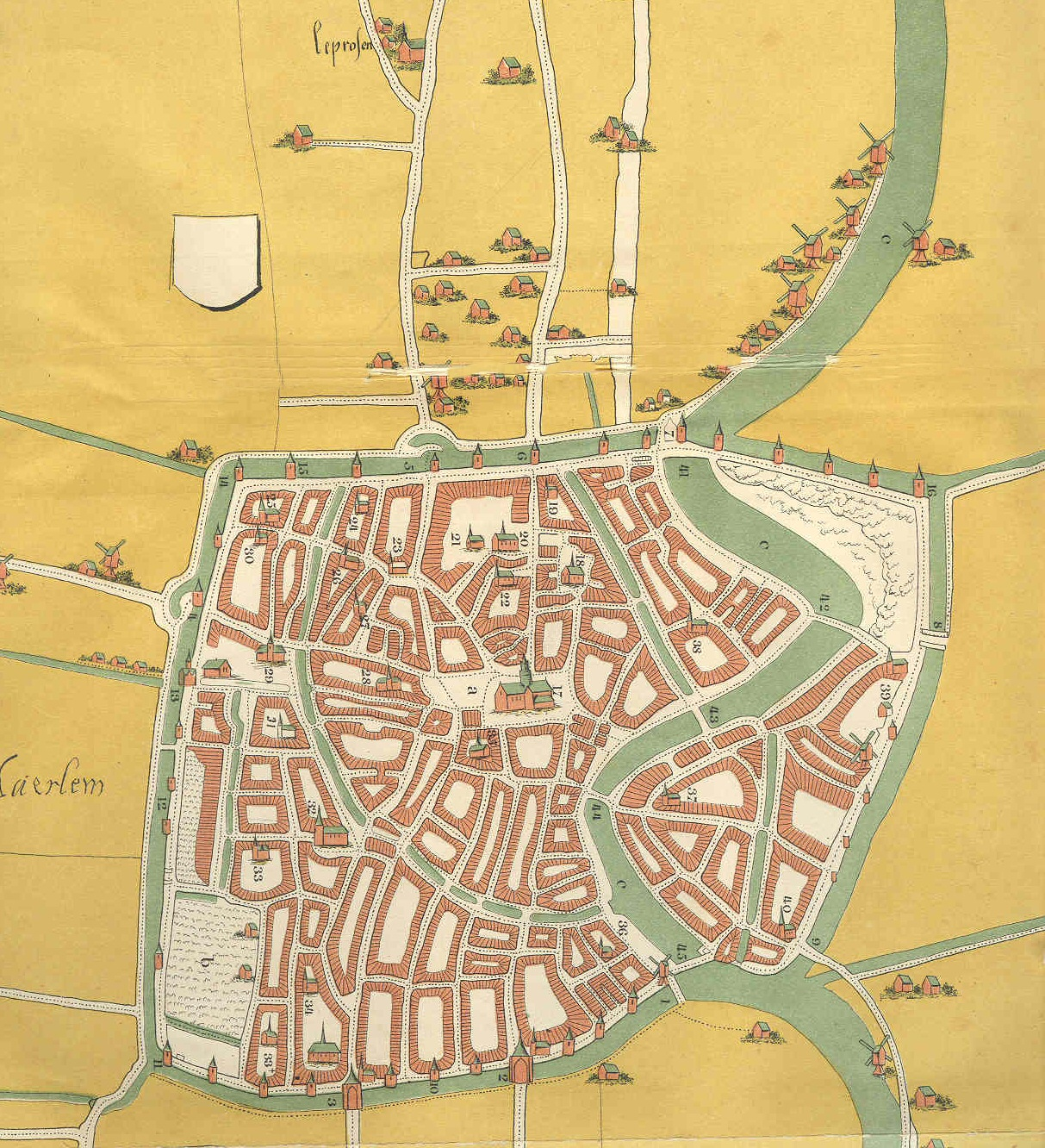
Mapa de Haarlem, nos Países Baixos, em 1550. A cidade está completamente cercada por uma muralha e um canal defensivo.

As cidades europeias da Idade Média mudaram muito em relação às cidades do Império Romano da antiguidade. Eram geralmente muito menores que as cidades romanas, não possuindo mais do que 1 km². A população destas cidades também era muito pequena. Na média, uma cidade medieval típica tinha entre 250 a 500 habitantes. A população de Roma havia caído de um milhão para meros 40 mil habitantes no final do século V. Mesmo as maiores e mais importantes cidades da época geralmente não possuíam mais do que 50 mil habitantes, até o século X.
A partir do século X, várias aglomerações urbanas fortificadas foram criadas - por meio da construção de muralhas em torno de cidades já existentes ou novas aglomerações em si. A maioria da população urbana europeia viveria dentro de muralhas até o século XV. Avanços na tecnologia militar - especialmente canhões - tornaram muralhas obsoletas. Em várias cidades, muralhas e/ou bairros possuindo passagens estreitas foram demolidas para dar lugar à boulevards espaçosos, processo que começou em Paris. A acumulação de fundos financeiros pela elite também possibilitou a criação de grandiosos palácios e outras estruturas em várias cidades.
A maior cidade do continente durante as primeiras décadas da Idade Média foi Veneza, com seus 70 mil habitantes, que cresceram para os 100 000 em 1200. Paris, então, já ultrapassara Veneza, tendo alcançado os 150 mil habitantes. Londres tornaria-se a maior cidade europeia no Renascimento. Em 1500, cerca de doze cidades na Europa possuíam mais de 50 mil habitantes. Em outros continentes, algumas cidades eram maiores. Hangzhou e Shangzhou, ambos na atual China, tinham respectivamente 320 000 e 250 000 habitantes. Tenochtitlán, a capital do Império Asteca, tinha uma população estimada entre 60 000 a 130 000 habitantes distribuídos em 8 km², em 1500.
Nas cidades da Europa Ocidental, a Igreja Católica Romana teve grande influência na arquitetura e organização destas áreas urbanas. Estas cidades dispunham de uma igreja - que era geralmente a estrutura mais alta e cara da cidade, construída sob os padrões do estilo gótico - no centro da cidade. Edifícios governamentais e as casas da elite localizavam-se próximos à igreja, e a classe pobre, próximos às muralhas.
Como em cidades da antiguidade, geralmente, o lixo era despejado diretamente na rua. Por causa disso, e também por causa da alta densidade populacional, ora ou meia grandes epidemias mataram uma grande quantidade de pessoas. A peste negra exterminou cerca de 40% da população de Constantinopla e 25 milhões de pessoas em toda Europa. Entre o século XIV e o século XIX, a peste negra matou mais de 350 milhões de pessoas na Europa e na Ásia, a maioria, moradores urbanos.
As muralhas das cidades limitavam o espaço das cidades medievais. Prédios de três a seis andares passaram a ser construídos para resolver o problema da falta de espaço. Quando a população da cidade crescia, a alta densidade populacional tornava-se um grave problema nestas cidaes. Algumas cidades resolveram este problema por meio da expansão das muralhas - via demolição e reconstrução. Outras simplesmente deixavam as muralhas de pé e construíam novas cidades nas proximidades.
As grandes cidades da Europa Ocidental como Veneza, Florença, Paris e Londres atraíam pessoas de várias etnias. Estas pessoas instalavam-se geralmente em um bairro povoado majoritariamente por pessoas do mesmo grupo étnico. Vários destes bairros eram cidades em miniatura, com seus próprios mercados, reservatórios de água e igrejas ou sinagogas. Isto limitou conflitos entre pessoas de diferentes etnias e religiões, porém, também limitando a difusão cultural. Alguns bairros, chamados de guetos, eram usados para abrigar pessoas consideradas indesejáveis, tais como judeus, por exemplo.
A população das cidades da Europa Ocidental passou a crescer após o século X. Ao mesmo tempo, o Império Romano do Oriente, ou Império Bizantino, foi gradualmente sendo conquistado pelo Império Otomano. Em 1453, a capital do Império Bizantino, Constantinopla, foi conquistada pelos otomanos. A população de importantes cidades bizantinas como Constantinopla, Atenas e Tessalónica cairia gradualmente nos próximos séculos.

#### Administração

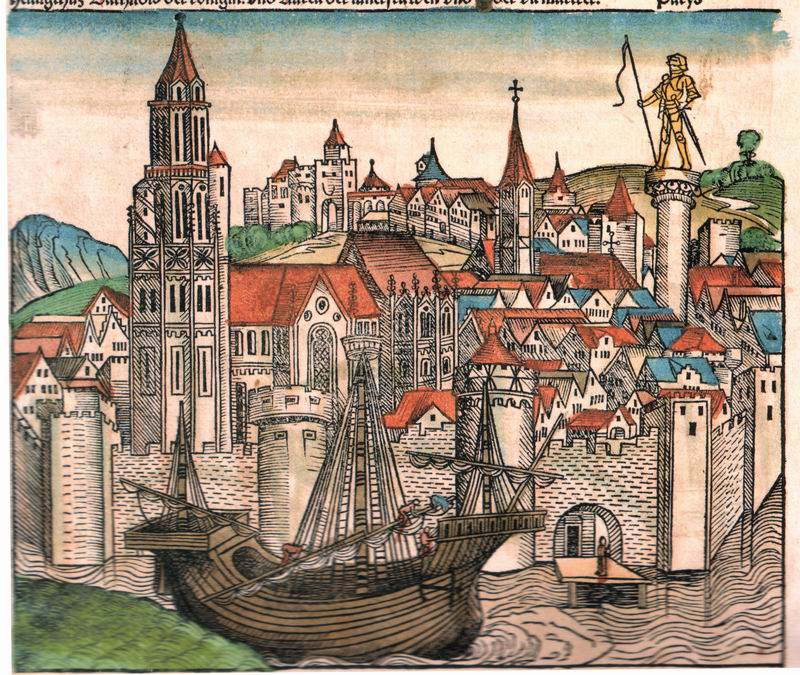
Pintura de Paris de 1493.

Na Europa Ocidental, o feudalismo desenvolveu-se ao longo dos primeiros séculos da Idade Média. Reinos continuaram a existir, porém, estes estavam divididos em várias secções chamadas de feudos. As cidades continuaram a fazer parte de um dado país, mas o Rei deste reino tinha o controle apenas sobre as áreas que eram de sua propriedade, e não sobre seu reino. Isto efetivamente diminuiu muito o poder destes chefes de estado. Uma dada cidade era de facto governada pelo dono - um senhor ou um bispo, membro da Igreja Católica - do feudo onde a cidade estava localizada.
No século XI, com o crescimento populacional e do comércio, a burguesia em crescimento destas cidades começou a ressentir o forte controle dos senhores feudais nas cidades. Em várias cidades, a burguesia lutou contra os senhores feudais pelo direito da administração da cidade. Em algumas, estas lutas foram bem-sucedidas - especialmente na Península Itálica. Em Milão, Florença e Veneza, os cidadãos - homens não-estrangeiros - podiam votar na escolha de cônsules, que governavam a cidade. Estes tipos de eleições espalharam-se pela Europa Ocidental, especialmente na atual França. As cidades continuaram a possuir um alto grau de independência, e cidadãos criavam leis e apontavam seus oficiais. Por fim, durante o século XIV e o século XV, os governos dos reinos da Europa Ocidental passaram a gradualmente a se solidificar em torno do chefe de estado, o Rei. A autonomia destas cidades declinou, e mesmo a importância de grandes cidades-estados como Veneza, Gênova e Lübeck, caiu drasticamente.
No Oriente e em civilizações avançadas na América, o governo de impérios e reinos na maioria dos casos era centralizado nas mãos de um Imperador ou Rei. Estes geralmente escolhiam os administradores das cidades. Exceções incluem Sakai, uma cidade japonesa que desfrutou de um alto grau de autonomia durante o fim da Idade Média.

#### Economia
Na Europa, o sistema econômico de feudalismo dividiu a terra entre vários senhores feudais, onde os vassalos trabalhavam, em troca de proteção. Este sistema entrou em decadência no século X. Vários destes vassalos migraram então para as cidades, com alguns tornando-se artesãos ou mercantes, e outros fazendeiros em terras próximas à cidade, e vendendo seus produtos diretamente no mercado da cidade. O crescimento do comércio entre as cidades e a migração de pessoas do campo para a cidade foram duas importantes razões que contribuíram para o crescimento populacional das cidades após o século X.
Artesãos, auxiliados por avanços tecnológicos e pela invenção de novos produtos como pólvora, barril e relógios, por exemplo, conseguiam criar e vender cada vez mais produtos em um dado espaço de tempo. Os mercantes, auxiliados pela estimulação do comércio inter-urbano, também prosperaram. Tanto artesões quanto mercantes formaram uma nova classe econômica - a classe média. Porém, ainda assim a maioria da população das cidades viviam na pobreza, trabalhando muito e ganhando pouco, morando em casas super-lotadas e em péssimas condições sanitárias.

### Era moderna

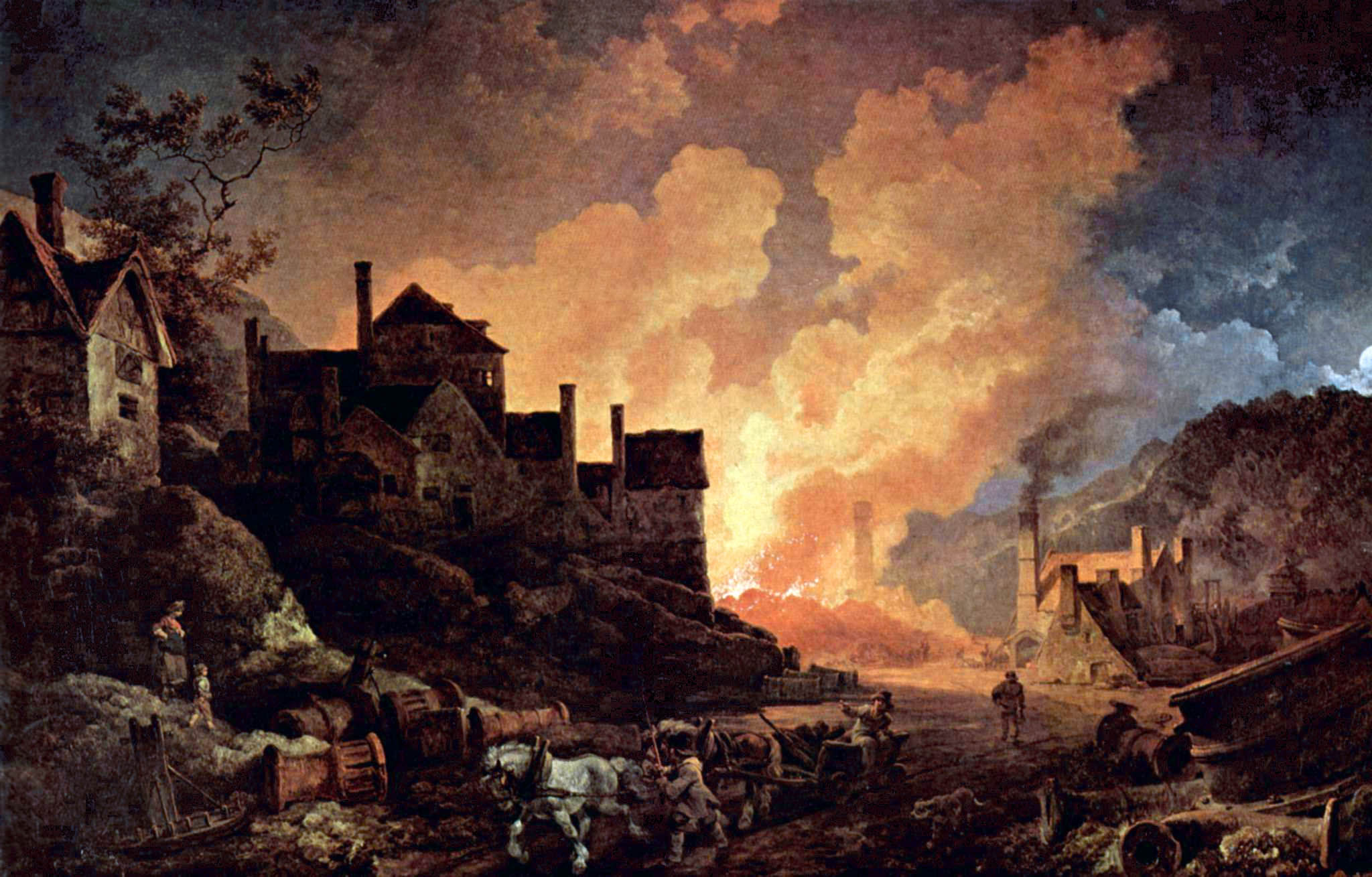
Coalbrookdale, cidade britânica, considerada um dos berços da Revolução Industrial.

As cidades europeias — e a vida urbana destas cidades — não haviam mudado muito com a chegada do Renascimento, mesmo com o gradual crescimento populacional das cidades. Porém, durante o século XVIII, a Revolução Industrial teve início, com a invenção da máquina a vapor, e de outros equipamentos industriais. Este período perdurou até o final do século XIX nos atuais países desenvolvidos. Inúmeras cidades européias e norte-americanas mudaram drasticamente por causa da Revolução Industrial, tornando-se grandes centros industriais.
Várias grandes cidades localizadas em países em desenvolvimento — localizados na Ásia, América Latina e África —
cesso de rápida urbanização que ocorreu desde o século XVIII e diante, permitindo pela primeira vez na história da humanidade que uma parcela significante de um dado país vivesse em áreas urbanas.
Cidades em industrialização passaram a possuir grandes bairros industriais. O crescimento populacional acelerado nas cidades fez com que o transporte público passasse a possuir um papel essencial no transporte de trabalhadores dentro de cidades. Trilhos de bondes e ferrovias de passageiros e industriais significantemente afetaram o layout das cidades.

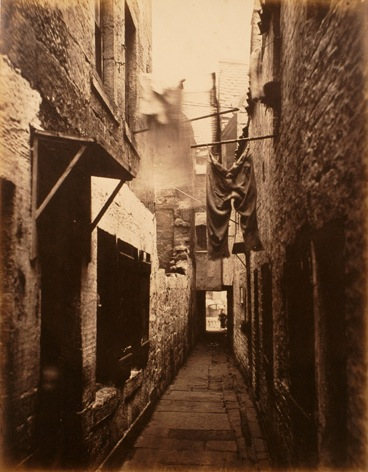
Favela em Glasgow, Escócia.

A população das cidades industrializadas cresceu bastante. Isto ocorreu por causa de dois fatores. O primeiro fator eram as altas taxas de crescimento populacional da época. O segundo fator fora o início de um forte êxodo rural, onde um crescente número de agricultores passaram a deixar os campos, indo em direção às cidades. Muitos destes agricultores mudaram-se para as cidades porque avanços tecnológicos na área da agropecuária haviam reduzido a necessidade de mão de obra humana, outros foram às cidades simplesmente em busca de uma vida melhor. Ex-agricultores - incluindo crianças - passaram a trabalhar nas fábricas nas cidade, geralmente morando em bairros próximos às fábricas.
A industrialização das cidades causou grandes mudanças na vida urbana. Produtos que artesãos levavam horas para fazer eram produzidas em questão de minutos nas fábricas, ainda mais, em grande quantidade, e a preços mais baixos. Os artesãos passaram a ter crescente dificuldade em encontrar clientes dispostos a comprarem produtos que passaram a ser produzidos por preços mais baixos nas fábricas. Muitos destes artesãos desistiram de seus negócios.
O crescimento de algumas cidades em especial destacam-se pelo seu grande crescimento. Manchester tinha apenas quatro mil habitantes em 1790. Seis décadas depois, a cidade alcançaria os 350 mil habitantes. Chicago tinha 4,5 mil habitantes em 1840. Em duas décadas, em 1860 a população saltou para 112 mil habitantes. Em 1880, a população da cidade alcançou 500 mil habitantes, dobrando na década seguinte. A maior cidade durante 1825 até o fim do século XIX foi Londres, a primeira área urbanizada a superar os cinco milhões de habitantes do mundo. Tóquio era anteriormente a cidade mais populosa do mundo.
As condições sanitárias da cidade industrial típica da década de 1830 eram péssimas. Elas geralmente não dispunham de abastecimento de água e esgoto - nem mesmo nos bairros onde as casas e apartamentos da burguesia e da elite estavam localizadas. Gradualmente, tais serviços foram instituídos nas cidades, primeiramente nos bairros da elite e da burguesia, ao longo do século XIX. Somente posteriormente, já no início do século XX, os bairros da classe trabalhadora passaram a receber estes serviços. Isto, nos países desenvolvidos. Mesmo hoje, várias cidades industriais em países em desenvolvimento não possuem estas instalações.
A poluição tornou-se um grande problema nas cidades industrializadas. A falta de instalações sanitárias adequadas e a poluição fizeram com que as taxas de mortalidade das cidades industriais tornasse muito alta. A industrialização da grande maioria das cidades ocorreu de modo totalmente desorganizado. Fábricas e bairros residenciais eram construídos uns próximos aos outros.

#### Administração
O rápido crescimento dos problemas urbanos - pobreza, poluição, desorganização - durante os anos do século XVIII e do século XIX forçaram países e cidades a tomarem medidas para tentar minimizar estes problemas. Durante o final do século XIX, leis trabalhistas foram aprovadas nos Estados Unidos e na Inglaterra, com o intuito de proteger os trabalhadores - que até então possuíam praticamente nenhum direito. Entre outras medidas, estas leis proibiam o uso do trabalho infantil nas fábricas. Outras medidas como melhorias na assistência médica e hospitalar para a classe trabalhista, fornecimento de abrigos e alimentos aos desempregados também foram tomadas.
Além disso, os sérios problemas causados pela desorganização e pela poluição levaram, eventualmente, nos Estados Unidos e na Europa, à adoção de políticas de planejamento urbano, tais como leis antipoluição, construção de estradas e a implementação de um sistema de transporte público (tais como linhas de ônibus e metrô) e zoneamento.

#### Economia
A indústria tornou-se a principal fonte de renda das grandes cidades do século XVIII e do século XIX. Fábricas ocuparam o lugar que anteriormente pertenciam aos artesãos, produzindo os mesmos produtos, de forma mais rápida, fácil, e que eram mais baratos. Grandes números de artesãos ficaram desempregados. Vários deles foram obrigados a trabalhar em fábricas para sustentar-se.
O comércio interurbano tornara-se mais forte do que nunca. Grandes quantidades de produtos industrializados, fabricados em uma cidade, eram transportados em trens e navios a vapor até outras cidades.
O imenso custo da construção e manutenção das fábricas, e da obtenção de matéria-prima, foram um dos motivos da ascensão do capitalismo, onde bancos e investidores, por meio de empréstimos e parcerias econômica, ajudavam a cobrir os custos da construção e manutenção destas fábricas. Várias cidades tornaram-se grandes centros bancários e financeiros, como Londres, Paris, Nova Iorque, Tóquio, Montreal e Chicago.

### 1900 – Tempos atuais

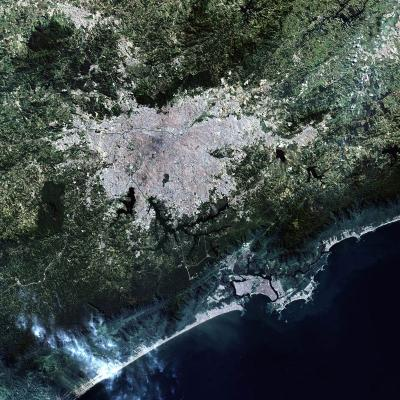
Vista da maciça área urbanizada da região metropolitana de São Paulo. Pode-se ver na parte inferior da imagem, à beira do litoral com o Oceano Atlântico, a área urbanizada da região metropolitana de Santos.

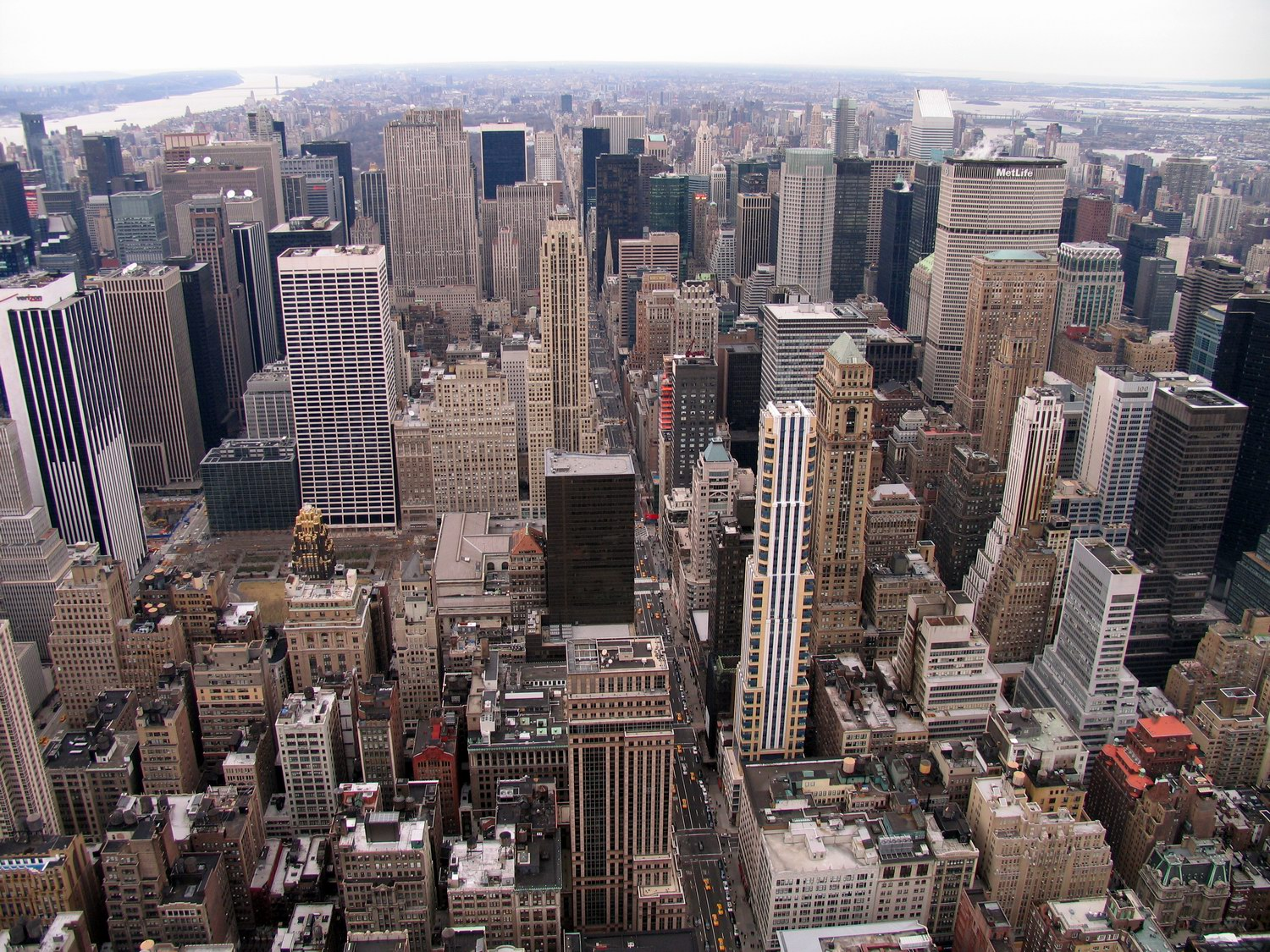
Nova Iorque, uma das cidades mais influentes na economia mundial.

As cidades cresceram mais do que nunca no século XX, mesmo com crises tais como a Grande Depressão no ano de 1929 - onde as cidades foram fortemente atingidas pelo desemprego, especialmente naquelas dependentes primariamente da indústria pesada. Em 2000, aproximadamente 2 900 cidades dispunham de mais de cem mil habitantes, e destas, cerca de 225 dispunham de mais de um milhão de habitantes (estimativas variam entre 180 a 300). Atualmente, estima-se que 45% da população mundial vivam em cidades. São duas as principais razões deste grande crescimento populacional. A primeira foi a queda nas taxas de mortalidade, gerada após inovações na área da medicina e de leis contra indústrias poluentes, bem como maior reorganização da cidade por meio da implementação de leis de zoneamento e de planejamento urbano. Atualmente, com exceção da África sub-sahariana e do Sul da Ásia, áreas urbanas concentram mais da metade da população na maioria dos países do mundo.
A segunda razão foi a grande migração da população rural para as cidades, provocada por avanços tecnológicos na agropecuária e pela diversificação da economia urbana. Esta migração, chamada de êxodo rural, foi mais acentuado nos países em desenvolvimento. Diferentes cidades nos países em desenvolvimento industrializaram-se durante o século XX, atraindo grandes quantidades de pessoas não somente do campo como de outras cidades, que buscam por melhores condições de vida. Exemplos notáveis incluem São Paulo, Buenos Aires, Cidade do México, Shanghai e Seul.
O grande crescimento populacional das cidades foram as causas principais do aparecimento das regiões metropolitanas, isto é, cidades diferentes que estão divididas entre si por meio de fronteiras político-administrativas, mas que, economicamente, demograficamente, socialmente e culturalmente, formam uma única área urbana. Todas as grandes áreas urbanizadas do mundo atualmente são metrópoles formadas por diversas cidades diferentes.
Quanto à qualidade de vida, a maioria dos habitantes das grandes cidades dos países desenvolvidos desfrutam de um alto padrão de qualidade de vida, graças à implementação de leis trabalhistas, políticas de planejamento urbano, serviços públicos de qualidade (tais como cobertura policial, bombeiros, educação e saúde pública) e da economia em crescimento destes países. Muitos habitantes de cidades em países industrializados em desenvolvimento, por outro lado, ainda enfrentam problemas como pobreza e péssimas condições de vida, além de altas taxas de criminalidade.
Veículos motorizados ajudaram no desenvolvimento das cidades. O automóvel permitiu para milhões de pessoas viver longe do local de trabalho, escolas e de centros comerciais. Atualmente, existem cerca 520 milhões de automóveis no mundo, a maior parte deles operando nas cidades.

## No futuro
O processo de urbanização no mundo continuará nas próximas décadas, embora tenda a ser mais acelerado nos países em desenvolvimento. Estima-se que a taxa de crescimento populacional em áreas urbanas até 2030 seja de 1,8% ao ano, em contraste com o crescimento anual estimado de 1% da população mundial. Nos países em desenvolvimento, será de 2,4%, em contraste com 0,2% nas áreas urbanas.